# Davon träumen alle Mädchen
Davon träumen alle Mädchen ist ein deutscher Schlagerfilm, der 1961 unter der Regie von Thomas Engel gedreht wurde. Der Farbfilm in Agfacolor basiert auf einer Idee von Kurt E. Walter und Hans Heinrich. Der Film wurde am 1. September 1961 in den westdeutschen Kinos gestartet.

## Handlung
Marion, Conny, Gaby, Jacqueline und Uschi sind nach Ende der Sommerferien im Zug unterwegs nach Seeburg, wo sie das Internat besuchen. Während der Fahrt treffen sie auf Trompetenspieler Jochen und seine Band. Sie wurden von Gastwirt Blatzmann engagiert, um in der neuen Gaststätte Alte Mühle unweit des Internats als Musiker zu arbeiten. Am Abend soll die Eröffnung sein und die Mädchen versprechen, heimlich aus dem Internat auszubrechen. Als Jochen und seine Freunde die Alte Mühle erreichen, erfahren sie von Blatzmann, dass nicht eröffnet werden kann. Die Investoren sind kurzfristig abgesprungen, sodass nicht einmal Geschirr für die Gäste vorhanden ist.

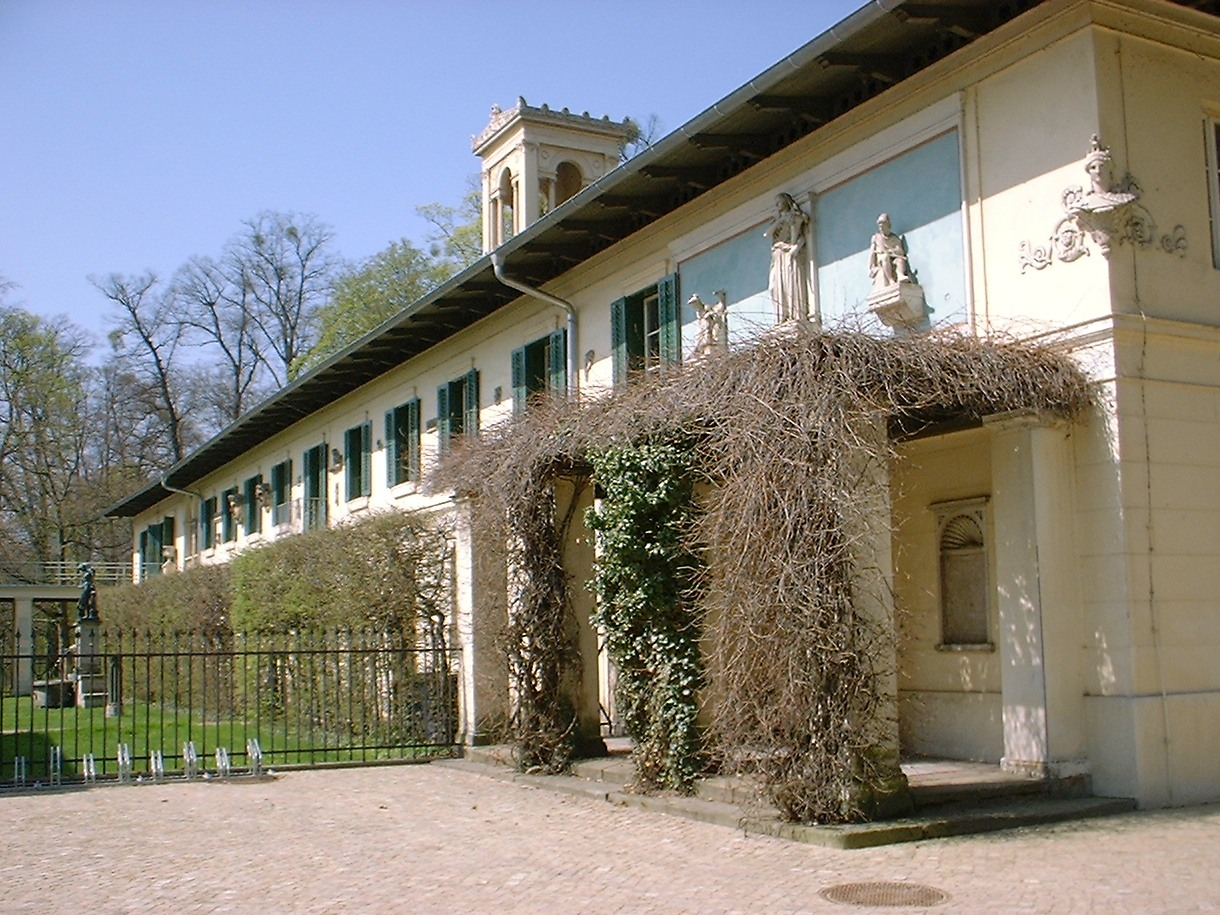
Der Kavalierflügel des Schlosses Glienicke ist im Film als Internat zu sehen.

Jochen begibt sich in Anzug und mit aufgeklebtem Spitzbart in das Internat, um heimlich mit Marion über die Notlage der Alten Mühle zu sprechen. Er wird dabei von Internatsleiterin Frau Busenius für den Referenten des Schulamtes gehalten, der das Internat heimlich überprüfen soll. Frau Busenius hatte beim Schulamt 100.000 Mark für die Renovierung des Internats beantragt. Vom Inspektor wissen sie nur, dass er einen Spitzbart tragen soll. Bevor Jochen sich vorstellen kann, wird er von Frau Busenius bereits im Internat einquartiert und auch den Mädchen als Referent des Schulamtes vorgestellt. Jochen kann so leichter die Rettung der Alten Mühle organisieren. Aus dem Internat holen er und seine Bandmitglieder heimlich Geschirr, Besteck und Gläser ab. Dennoch gelingt es den Mädchen nicht, abends heimlich das Internat zu verlassen. Die Einweihung wird ein Reinfall, so spielen Jochen und seine Bandkollegen schließlich nur für den verzweifelten Blatzmann auf.
Am nächsten Tag beginnen die Mädchen aktiv mit der Werbung für die Alte Mühle. Sie sprechen reiche Männer der Gegend an, flirten mit Bootsbesitzern und laden Senioren eines Kurbetriebes in die Gaststätte ein. Zu den so Angesprochenen gehört auch der echte Referent Mayer, der bisher vergeblich versucht hat, mit Frau Busenius in Kontakt zu kommen. Sie hielt ihn stets für einen Verehrer der Mädchen und wies ihm brüsk die Tür. Mayer ruft daher den Schulrat persönlich um Hilfe, der sich sofort auf den Weg nach Seeburg macht. Unweit des Internats trifft der Schulrat auf die Mädchen, die heimlich aus dem Internat ausgerissen sind und zur Alten Mühle laufen wollen. Der Schulrat nimmt sie kurzerhand in seinem Wagen zur Mühle mit. Mayer gelingt es unterdessen, sich Frau Busenius vorzustellen. Gemeinsam untersuchen sie die Schlafräume und finden einen Raum leer vor. Sie gehen nun ebenfalls zur Alten Mühle und brechen über das Dach ein, da das Lokal wegen Überfüllung geschlossen ist.
Tatsächlich ist der zweite Abend aufgrund der Werbung der Mädchen ein voller Erfolg und Blatzmann ist glücklich. Marion erzählt dem Schulrat, dessen Identität sie nicht kennt, dass die Mädchen nur den einen Abend und auch nur für einen guten Zweck das Internat verlassen haben, zumal die Leiterin davon nichts wissen darf. Kurz darauf steht Frau Busenius mit Referent Mayer im Raum, doch lobt der Schulrat das Verhalten der Mädchen, solange es sich nicht wiederholt. Der Abend geht mit Tanz und Gesang zu Ende.

## Produktionsnotizen
Die Handlung tritt gegenüber den zahlreichen Schlagern weitgehend in den Hintergrund. Die Hauptdarstellerin Marion Michael ist gegen das ihr anhaftende Klischee aus Liane, das Mädchen aus dem Urwald im damals modischen Kurzhaarschnitt mit ihren original dunklen Haaren zu sehen. Trotz dieser Änderungen und bemerkenswerter Gesangs- und Tanzeinlagen brachte der Film für sie keinen entscheidenden Neubeginn als Schauspielerin oder Schlagersängerin.
Die Innenaufnahmen drehte man im Arca-Filmatelier in Berlin-Pichelsberg. Die im Film genannte Ortschaft Seeberg ist fiktiv. Die Anfangsszene entstand an der damaligen Bahnstrecke Mosbach–Mudau in Baden-Württemberg. Die übrigen Außenaufnahmen wurden am Schloss Glienicke und an der Havel in West-Berlin gedreht. Die Filmbauten stammen von Ernst H. Albrecht. Die Filmkostüme schuf Ingrid Zoré. Für die Choreografie war Harald Sielaff verantwortlich.
Der in einigen Quellen genannte Schauspieler Rudolf Vogel wirkt im Film nicht mit.

## Lieder
- Harald Juhnke und die Cornels: Davon träumen alle Mädchen
- Marion Michael und die Sunnies: Danke für die Blumen
- Gaby King: Zehn Küsse
- Die Cornels: Rose von Bagdad
- Marion Michael: Sag’ ist das die Liebe
- Peggy Brown: Spiel nicht mit der Liebe
- Peggy Brown: Denn sie fahren hinaus auf das Meer (Hafenballade)
- Marion Michael und Harald Juhnke: Make Up Cha Cha
- Claus Herwig: Einsame Nacht
- Blue Diamonds: Liebe mich (Original: All of Me)
- Bobbejaan: Kili Watch
- Marion Michael und Harald Juhnke: Alles Gute, alles Liebe
- Teddy Parker: Du warst mein schönster Traum

Das in einigen Quellen genannte Lied Oh So Sweet von Ted Herold kommt im Film nicht vor.

## Kritiken
„Öder Verwechslungsklamauk mit einem Dutzend Schlagern der Zeit.“

„Jazz, Klamauk und Backfische – Kurzweil aus der Ära Adenauer“